# 適居帶

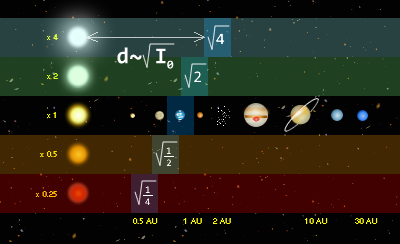
基於不同種類恆星光度推測的恆星適居帶範圍

环恒星适居带（英語：circumstellar habitable zone, CHZ），简称宜居帶（habitable zone），是天文學的术语，指行星系中行星适居性良好適合生命存在的區域。適居帶与恒星的距离使得这个区域内行星的温度和化学成分有利於生命起源和繁衍演化，並且有可能像地球般出現复杂生物。有兩種區域是有可能的，一個是在行星系內，另一個則存在于星系之中。在適合區域內的行星和天然衛星是最佳的候選者，讓地球外的生命有可能出現在類似地球的環境下。天文學家相信生命最可能發生在像太陽系這樣的星周盤適居帶（CHZ）和大星系的星系適居帶（GHZ） 內（雖然天文學家對後者的研究才剛開始）。適居帶又稱「生命帶」、「綠帶」或「古迪洛克帶」（Goldilocks zone）。在太陽系中當太陽處於主序星階段時，適居帶為距離恆星0.99至1.70天文單位之間的區域。而當太陽處於紅巨星階段時，地球將已不位於適居帶內，屆時地球大部分的海洋將被蒸發成為水氣或逸散至太空中。
格利泽581g是人類在紅矮星格利泽 581（距離地球大約20光年）旁發現的第六颗行星，是至今在天文學家發現系外行星中軌道理論上位於適居帶中的著名例子。目前天文學家僅發現了十幾顆行星位於適居帶中，而克卜勒太空望遠鏡則確認了54顆行星位於適居帶中。天文學家目前估計銀河系至少有500,000,000顆行星位於適居帶中。

## 星周盤適居帶
在一個行星系統內，被相信行星必須在適居帶內才能讓生命產生。星周盤適居帶在概念上是包圍在恆星四周圍的球殼狀空間，所有在範圍內的行星表面溫度都應該能使水維持液態。液態水被認為對生命是至關重要的，因為它的角色是作為生物化學反應所需要的溶劑。在1959年，物理學家菲利浦·莫里森和朱塞佩·科科尼在搜尋地外文明計畫的研究論文中提到了這樣的區域。弗蘭克·德雷克在1961年將這個觀念用德雷克方程式使廣為人知。
適居帶與恆星的距離，可以用恆星的光度的大小計算出來。對選定的恆星，可以用下面的方程式決定距離的範圍：
{\displaystyle d_{AU}={\sqrt {\frac {L_{star}}{L_{sun}}}}}
此處
{\displaystyle d_{AU}\,}是以天文單位量度的適居帶距離，
{\displaystyle L_{star}\,}是恆星的輻射熱發光度，和
{\displaystyle L_{sun}\,}是太陽的輻射熱發光度。
例如，一顆發光度是太陽25%的恆星，它的適居帶距離大約在0.5天文單位的附近，而發光度是太陽兩倍的恆星，適居帶的距離大約在1.4天文單位。這是因為發光度遵循平方反比定律，在假設 (尤其是) 它有與地球相似的大氣構造和厚度，系外行星適居帶的中心與母恆星的距離，必然是有著與地球相似的全球平均溫度環境。 
當一顆恆星因為演化變得更亮，及發光度增加，則星周盤適居帶將會隨著時間往外移。生物可以存在的最大化時間，是行星軌道維持在適居帶內越久越理想。
大氣層的組成也有重要的影響。行星的溫度會受到大氣層中溫室氣體的含量而變化。

## 太陽系適居帶

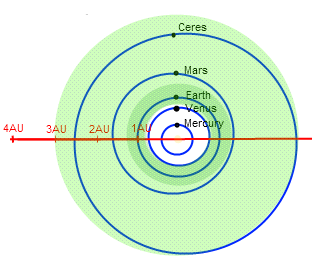
深綠色代表狹義太陽系適居帶，淺綠色代表廣義太陽系適居帶 。

至今，天文學界仍然沒有一個關於太陽系適居帶範圍的統一說法，這些說法主張的適居帶主要介乎於0.725至3.0天文單位之間，但它們全都遭到了部份天文學家的質疑。例如，金星的軌道是位於太陽系適居帶的內緣附近，但其過厚的二氧化碳大氣層令到其表面溫度高達462 °C（864 °F），完全不適合居住。而整個月球、火星和矮行星穀神星皆位於部份說法所主張的適居帶內，且火星還存在季節的變化，但它們卻因大氣層過於薄弱而無法在其表面保留液態水。
因此，大部份說法均指出一個星球的大氣層厚度會影響其適居帶位置。根據擴展適居帶理論指出，一個距離恆星比地球更遠的類地行星需比地球質量大，才能在其表面保留液態水。格利澤667Cd和格利澤581d就是能夠在其表面保留液態水的系外行星的典型例子。
| 內緣（AU） | 外緣（AU）  | 年份   | 註釋                                                                                 |
| ---------- | ----------- | ------ | ------------------------------------------------------------------------------------ |
| 0.725      | 1.24        | 1964年 | 透過測量光學薄大氣層和固定反照率得出。金星的遠日點剛好位於適居帶內。                 |
|            | 1.385–1.398 | 1969年 | 透過測量全球性冰川出現時的冰反照率得出。這個說法獲天文學家塞勒斯和諾夫支持。         |
| 0.88–0.912 |             | 1970年 | 根據測量金星大氣層得出。拉蘇爾和德貝格指出，地球在這個適居帶內才能形成穩定的海洋。   |
| 0.95       | 1.01        | 1979年 | 根據測量地球大氣層成分和表面溫度得出。這個說法不時被出版物引用。                     |
|            | 3.0         | 1992年 | 根據測量碳循環得出適居帶外緣。                                                       |
|            | 1.37        | 1993年 | 根據測量雲反照率的冷卻效果得出。                                                     |
|            | 2.0         | 2010年 | 根據測量高軌道傾角和軌道離心率得出。季節性液態水在這個適居帶內才能出現。             |
| 0.75       |             | 2011年 | 根據估計沙漠行星兩極出現冰冠的最小距離得出。                                         |
| 0.77—0.87  | 1.02—1.18   | 2013年 | 根據測量高氣壓得出，適居帶行星的氣壓至少要有15毫巴。                                 |
| 0.99       | 1.688       | 2013年 | 根據測量失控的溫室效應和失水演算法得出。只適用於大氣氣壓和大氣成分與地球相若的行星。 |
| 0.5        |             | 2013年 | 根據估計大氣成分、壓力和相對濕度得出。                                               |
| 0.97       |             | 2013年 | 只適用於大氣氣壓和大氣成分與地球相若的行星。                                         |

## 星系適居帶

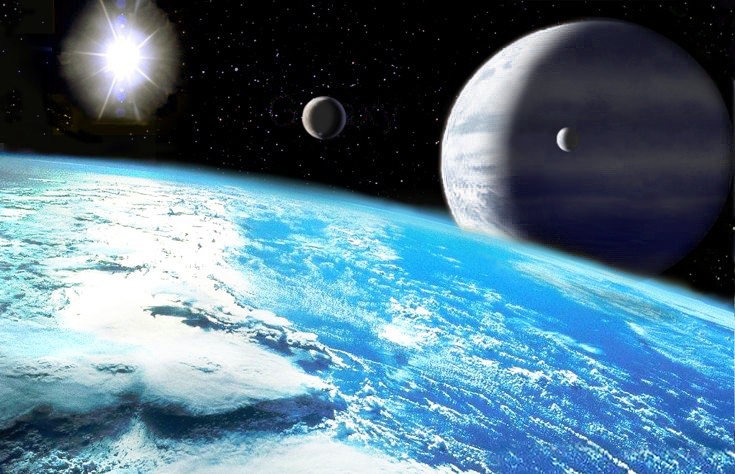
藝術家筆下的位於適居帶內的系外衛星

行星系在星系內的位置也是決定生命能否發展的因素，這就導出了星系適居帶的觀念，然而，這種觀念最近遭到了質疑。
要产生生命，一個太陽系必須要足夠接近星系的核心，才能有足夠的重元素，讓行星在形成時能夠成為岩石構成的行星。重元素必須存在，因為它們是組成複雜的生命分子所必須的，例如鐵是構成血紅素，碘是組成甲狀腺激素的基礎（假設鐵是所有生物都需要的物質）。
另一方面，太陽系距離星系的中心也必須夠遠，以免除像小行星和彗星等天體的撞擊、避免和其他恆星的近距離遭遇，還有超新星爆炸和來自星系中心黑洞等的宇宙射線。來自超新星的輻射對生命起源的影響還不清楚，據推測，來自星系核心的大量輻射會使構造複雜的分子更難以形成。同樣的，在許多較大的螺旋星系和橢圓星系的中心區域，星際氣體和塵埃都已經耗盡，那些區域已經不是恆星誕生的主要場所，恆星的誕生率遠較週圍其他的區域為低。
研究顯示在重元素的含量或是金屬量也有影響，越高的地區似乎越可能有巨大的行星在緊挨著母恆星的軌道上運轉。這樣的行星引發的重力潮汐力會導致任何質量如同地球的行星改變軌道和表面的形狀，並在生命產生之前就將其摧毀。基於這些原因，星系適居帶有許多不確定的因素而難以被確認。而且，星球的大氣層也不能太厚或太薄：太厚會形成金星般的極高表面溫度，而太薄則會使行星變成火星般的沙漠行星。
在我們的銀河系，星系適居帶被認為正緩慢的擴展至距離銀河核心25,000光年（8,000秒差距） 之處，包括那些年龄在40億至80億的恆星。而其他的星系因為構造上的不同，星系適居帶可能更大也可能更小，甚至根本沒有。
星系適居帶或銀河系宜居帶就有如古迪洛克帶（Goldilocks Zone，即星周盤適居帶）一樣，古迪洛克區這個名詞源自童話故事的古迪洛克，童話中的這個女孩喜歡「既不太冷又不太熱」的粥。天文學家詹姆斯·洛夫洛克在主張蓋亞假說時將這個名詞變成術語。這個概念是說生命存在於-15℃ / 5℉（南極洲的一種藻類）和121℃ / 250℉（在深海熱氣孔周圍活動的嗜熱細菌）的溫度段落中，換算成絕對溫度是在258至394K，少於一個數量級的範圍內。
未來的技術或許可以讓我們測量出銀河系內適合地球這樣的行星存在的位置和數量，能讓我們對星系適居帶有更多的了解。

## 批判
適居帶的觀念在艾恩·史都華和傑克·柯恩兩人合著的《外星人的進化》（Evolving the Alien）一書中遭到批判。基於以下兩個理由：第一，假設外星人需要和地球完全一樣的生活條件；第二，即使有這樣假設，其他環境也可能在前述的適居帶外創造出適合生命存在的區域。例如歐羅巴就被認為在表面下有類似地球深海環境的海洋。儘管歐羅巴不在星周盤適居帶內，但存在於地球上的嗜極生物，使歐羅巴有生命的假說振振有詞。行星生物學家卡爾·薩根相信在氣體巨星上，像是木星本身，可能也會有生物生活在其中。在各種不同的環境下可以發現存在著不同形式的生命，曝露出這些有限制的假說是太保守的。
不同程度的火山活動、衛星的作用或是行星的質量都可能影響行星的輻射和熱量的水準，進而改變支持生命的情況。同時，若有類似地球生命的生物能在幾乎不可能是生命起源的場所起源，亦或是主動或被動借助先進的技術從而移植到並適應諸如歐羅巴的環境，那麼，一顆不處於適居帶的行星，就非常有可能可以支持生命在不適合生存的場所中起源並發展。
部份理論則建議地球誕生後不久，生命已於地底生存，以避開表面上的嚴酷環境。而科學家亦證明了生命能在地底下生存。實際上，生物學家們已於地球超過10公里的地底下發現生命。因此，他們認為並非位於適居帶內的行星才適合生命生存。

## 參閲
- 行星適居性
- 超級適居行星
- 地球殊異假說
- 葛利斯581c
- 巨蟹座55f
- 地球之外的液態水
- 另類的生物化學
- 紅矮星系統適居性
- 橙矮星系統適居性

## 外部連結
- 天體生物學、天文學和航天百科全書 （页面存档备份，存于）
- “恆星和適合居住的行星” - SolStation （页面存档备份，存于）
- 在銀河系的適居帶 （页面存档备份，存于）
- 瑞士科學家：尋找生命下一頁 （页面存档备份，存于）
- 斯蒂芬·H.多爾的人類適居行星 （页面存档备份，存于） – 關於複雜生命體在行星出現的所需條件的完整研究
- 美國宇航局：古迪洛克區
- 星際房地產：位置、位置、位置 - 定義適居帶 （页面存档备份，存于）
- 定義“古迪洛克”和其含意“溫和特徵”，並舉例追溯到1935年的行星作定義 （页面存档备份，存于）
- 侯選適居帶系外行星 （页面存档备份，存于）
- 適居帶系外行星的居民